# سانتا مارگاریدا د منتبوی
سانتا مارگاریدا د منتبوی (به اسپانیایی: Santa Margarida de Montbui) یک شهرستان در اسپانیا است که در کاتالونیا واقع شده‌است.

## خصوصیات
سانتا مارگاریدا د منتبوی ۲۷٫۸۲ کیلومترمربع مساحت و ۹٬۷۷۸ نفر جمعیت دارد و ۳۱۶ متر بالاتر از سطح دریا واقع شده‌است.